# SDSホールディングス
株式会社SDSホールディングス（エスディ－エスホールディングス、英称：SDS HOLDINGS Co., Ltd）は、東京都港区に本社を置く再生可能エネルギー事業を行う企業である。かつてはESCO事業（省エネルギー事業）の草分けとして知られたが、現在、自家消費型省エネルギー業を展開している。旧社名は省電舎ホールディングス。

## 沿革
- 1974年（昭和49年） - 創業
- 1986年（昭和61年）6月 - 株式会社省電舎設立
- 2004年（平成16年）12月 - 東京証券取引所マザーズ上場。
- 2006年（平成18年）12月 - 本店を港区六本木から中央区日本橋堀留町一丁目に移転。
- 2009年（平成21年）6月 - 本店を港区芝大門二丁目に移転。
- 2011年（平成23年）12月 - 子会社 ドライ・イー株式会社（現・株式会社省電舎）を設立し、再生可能エネルギー事業に参入。
- 2015年（平成27年）
  - 3月 - 省エネルギーコンサルティングの需要が縮小傾向にあることから、省エネルギー関連事業（ESCO事業）から撤退。以降、再生可能エネルギー事業を主軸とする[1]。
  - 8月1日 - 市場選択制度により東京証券取引所2部に市場変更。
- 2017年（平成29年）6月26日 - 株式会社省電舎ホールディングスに商号変更[2]。
- 2018年（平成30年）
  - 8月2日 - 同日までに有価証券報告書を提出できなかったことから、東京証券取引所から監理銘柄の指定を受ける[3][4]。
  - 8月10日 - 平成30年3月期有価証券報告書を提出したと同時に、監理銘柄の指定を解除[5]。
  - 8月30日 - 2014年3月期から2018年3月期第3四半期まで不適切な会計処理が行われていたことが判明[6]。
  - 9月1日 - 開示情報に虚偽情報が含まれていたことや、内部管理体制等に改善の必要があるとして特設注意市場銘柄に指定[7][8]。
  - 11月20日 - 証券取引等監視委員会から、有価証券報告書などの虚偽記載を行ったとして、追徴金約3440万円の納付命令を受ける[9]。
- 2021年8月1日 - 商号を株式会社SDSホールディングスへ変更[10]。

## 特設注意市場銘柄の指定
2018年2月に、外部から不適切な会計処理が行われているとの指摘があった。省電舎ホールディングスは3月1日に第三者委員会を設置し、2013年3月期から2017年3月期までのる有価証券報告書及び適時開示資料等を取引実態に合わせて照合し、処理の適切性を検証した。
省電舎ホールディングスは2018年5月2日に、最初の調査結果を発表。2013年3月期から2016年3月期まで不適切な会計処理が行われていたことを認めた他で、コーポレート・ガバナンスやコンプライアンス体制が不十分であった可能性があることを示唆した。7月11日に最終調査結果を発表。調査では、赤字から脱却すべく、多数の工事案件で不適切な会計処理などが行われていた他、コーポレート・ガバナンスやコンプライアンス体制など、内部統制体制が不十分であったこと、2014年3月期決算並びに2016年3月期決算において、営業利益などが赤字であったにもかかわらず黒字と虚偽記載した決算短信を開示したことや、それに伴う継続企業の前提の注記を行わなかったこと、2016年3月1日から同年11月1日まで時価総額に係る上場廃止基準の猶予期間内であったことが明らかとなった。
東京証券取引所は2018年8月2日に、2018年3月期有価証券報告書を期限までに提出できなかったことから、2018年3月期有価証券報告書を8月14日までに提出しない場合は上場廃止となる監理銘柄（確認中）に指定。省電舎ホールディングスは8月10日に2018年3月期有価証券報告書を提出し、監理銘柄（確認中）は解除されたが、省電舎ホールディングスは同日に内部統制報告書の評価結果不表明並びに内部統制監査報告書における意見不表明を発表。
東京証券取引所は2018年9月1日、有価証券上場規程第501条第1項第3号（開示された情報の内容等に虚偽があり、内部管理体制等について改善の必要性が高いと認められるため）により、省電舎ホールディングスを特設注意市場銘柄へ指定。特設注意市場銘柄の指定は、2016年3月に指定されたフード・プラネット以来、2年半ぶりとなった。
省電舎ホールディングスは2018年9月18日に、再発防止策を公表した。2019年9月2日に1回目の内部管理体制確認書を提出したが、東京証券取引所は同年11月29日に内部管理体制が不十分として、特設注意市場銘柄の指定継続を決定した。2020年3月2日に2回目の内部管理体制確認書を提出し、同年5月21日付で特設注意市場銘柄の指定が解除された。

## テレビ紹介
- 日経スペシャル ガイアの夜明け 進化する省エネ ～家計と地球に優しい取り組み～（2008年7月29日、テレビ東京）[18] - “儲かる省エネ”を取材。
- 探偵!ナイトスクープ（2008年8月22日「ラジコンカーをもう一度走らせたい」、朝日放送）